# Мар'ян Зиндрам-Косцялковський
Мар'ян Зиндрам-Косцялковській (пол. Marian Zyndram-Kościałkowski; 16 березня 1892, маєток Понедель поблизу Ковна — 12 квітня 1946, Бруквуд, Велика Британія) — польський державний діяч, прем'єр-міністр Польщі в жовтні 1935 року — травні 1936 року. Президент Варшави (1934).

## Біографія
Середню школу закінчив у Санкт-Петербурзі (1910). Там же продовжив навчання в психоневрологічному інституті. З 1918 року служив у Війську польському. У липні 1930 року — березня 1934 воєвода Белостокского воєводства, президент Варшави в березні — червні 1934 року, міністр внутрішніх справ в червні 1934 року — жовтні 1935 року, міністр праці і соціального забезпечення (1936—1939).
Масон, член Польської селянської партії «Звільнення», діяч Безпартійного блоку співпраці з урядом.